# کریستیان دیزینر
کریستیان دیزینر (آلمانی: Christian Dissinger؛ زادهٔ ۱۵ نوامبر ۱۹۹۱) بازیکن هندبال اهل آلمان است.